# Echinocereus sect. Wilcoxia
Echinocereus sect. Wilcoxia ist eine Sektion innerhalb der Gattung Echinocereus. Der botanische Name Wilcoxia ehrt den US-amerikanischen General Timothy E. Wilcox (1840–1932).

## Beschreibung
Die Arten der Sektion Wilcoxia unterscheiden sich von anderen Arten der Gattung Echinocereus durch die langen, dünnen Triebe und die rübenartig verdickten Wurzeln.

## Systematik und Verbreitung
Die Arten der Sektion Wilcoxia sind in den Vereinigten Staaten im Süden des Bundesstaates Texas sowie in den mexikanischen Bundesstaaten Coahuila, Durango, Nuevo León, Tamaulipas, San Luis Potosí, Sinaloa, Sonora und Querétaro verbreitet.
Die Gattung Wilcoxia wurde 1909 von Nathaniel Lord Britton und Joseph Nelson Rose mit vier Arten aufgestellt, da sich ihr Habitus von dem der anderen Arten der Gattung Echinocereus unterschied. Als Typusart wählten sie Echinocereus poselgeri.
In seiner 1985 veröffentlichten Revision der Gattung Echinocereus stellte Nigel Paul Taylor die Gattung Wilcoxia als Sektion Echinocereus sect. Wilcoxia in die Gattung Echinocereus und ordnete ihr drei Arten zu.
Wolfgang Blum und Dieter Waldeis stellen in ihrer Veröffentlichung von 1999 folgende Arten zur Sektion Wilcoxia:
- Echinocereus kroenleinii (Mich.Lange) W.Blum & Waldeis
- Echinocereus leucanthus N.P.Taylor
- Echinocereus poselgeri Lem.
- Echinocereus schmollii (Weing.) N.P.Taylor
- Echinocereus tamaulipensis (Werderm.) Mich.Lange
- Echinocereus waldeisii Haugg

Nach phylogenetische Untersuchungen im Jahr 2017 werden der Sektion folgende Arten zugeordnet:
- Echinocereus kroenleinii (Mich.Lange) W.Blum & Waldeis
- Echinocereus leucanthus N.P.Taylor
- Echinocereus poselgeri Lem.
- Echinocereus tamaulipensis (Werderm.) Mich.Lange
- Echinocereus waldeisii Haugg

## Nachweise

## Weiterführende Literatur
- Wolfgang Blum, Dieter Felix, Dieter Waldeis: Echinocereus: Die Sektion Wilcoxia (=Der Echinocereenfreund, Sonderausgabe 2008). Rhauderfehn, 2008, ISBN 978-3-00-025565-6.